# Marija I., bulonjska grofica
Marija (fra. Marie, eng. Mary; 1136. — St Austrebert, Montreuil, 25. srpnja 1182.) bila je princeza Engleske, časna majka Romseyja te grofica vladarica Boulognea (1159. – 1170.). Njezini su roditelji bili kralj Stjepan (iz dinastije Blois) i njegova žena, Matilda I., bulonjska grofica. Marija je rođena nakon što joj je otac postao kralj te je bila sestra Eustahija IV. i Vilima I. od Boulognea.
Nakon očeve smrti, Marija je 1155. postala časna majka Romseyja. Postala je grofica Boulognea nakon što je 11. listopada 1159. umro njezin brat Vilim, koji nije imao djece. Godine 1160., Mariju je iz njezina samostana oteo Matej od Elzasa, koji ju je natjerao na brak. On je tako postao grof Boulognea de jure uxoris. Papa Aleksandar III. je 18. prosinca 1161. poslao pismo nadbiskupu Reimsa, u kojem je pisao o Marijinoj otmici i Marijinom braku. Brak Marije i Mateja je poništen 1170., ali je Matej ostao vladati kao grof do svoje smrti.

## Djeca
Marijina djeca:
- Ida od Boulognea († 1216.)
- Matilda od Boulognea, vojvotkinja Brabanta († 1210.)

|  | Portal Francuske – Pristup člancima s tematikom o Francuskoj. |